# 陳旉農書
《陈旉农书》为南宋道士陈旉所著。
作者陈旉生活於南宋偏安江南的战乱时期，居无定所，不求仕進，在真州（今江苏仪征）西山隐居务农。以種藥治圃自給自足，绍兴十九年（1149年），陈旉年七十四时写成此書，经地方官洪興祖刊印传播，並撰《儀真勸農文》附後，引陳旉所說：“樊遲請學稼，子曰：‘吾不如老農。’先聖之言，吾志也；樊遲之學，吾事也；是或一道也。”。实践性强、适用性强是《陈旉农书》的特点。明代該書收入《永乐大典》，清代時传入日本。又如《王祯农书》的祈报篇，则是全抄《陈旉农书》的内容。
全書分上、中、下三卷，上卷讲种田，中卷讲牛，下卷讲蚕桑，共有1.2万余字。具体内容為，卷上：财力之宜篇第一、地势之宜篇第二、耕耨之宜篇第三、天时之宜篇第四、六种之宜篇第五、居处之宜篇第六、粪田之宜篇第七、薅耘之宜篇第八、节用之宜篇第九、稽功之宜篇第十、器用之宜篇第十一、念虑之宜篇第十二、祈报篇第十三、善其根苗篇第十四。陈旉以前的农书，多为北方黄河流域一带的农业经验总结，《陈旉农书》是中國首部介紹江南水稻地区栽培技术的著作。《陈旉农书》中许多内容直接秉承《齐民要术》，但它同时又突破了《齐民要术》内容的局限性，並提出“用粪犹用药”的概念，指出施肥要因地制宜。
陈旉农书版本眾多，计有《永乐大典》本、《四库全书》本、《函海》本、《知不足斋》本等。